# Crystalis
Crystalis, connu au Japon sous le nom  God Slayer: Haruka Tenkū no Sonata  (ゴッド・スレイヤー はるか天空のソナタ?) est un jeu vidéo de rôle de type action-RPG à thème futuro-fantastique en vue aérienne, développé et édité par SNK. Il est sorti au Japon le 13 avril 1990 et en Amérique du Nord la même année. Une version modifiée du jeu est ressortie sur Game Boy Color en 2000,,,,

## Synopsis
L'action se déroule dans un monde post-cataclysmique alternatif, où le 1er octobre 1997, renommé End Day, une grande guerre nucléaire a ravagé la Terre, provoquant la rotation de l'axe de la planète et la mutation de ses êtres vivants en monstres. Les survivants décident de construire une super arme en forme de Tour volante au-dessus de la Terre, capable de réduire le reste de l'humanité à néant si la civilisation ne s'améliore pas.
En 2097, après un sommeil cryogénique de 100 ans, le héros, amnésique, se réveille dans un monde primitif où la magie a largement remplacé la technologie. Il doit faire face à Draygonia, un empire tyrannique créé par un magicien Draygon. L'Empire veut contrôler la Tour pour dominer le monde, et veut mettre la main sur le protagoniste car il est l'un des scientifiques qui a participé à la construction de la Tour. Pendant sa quête, le héros est aidé par Mesia, une autre scientifique elle aussi cryogénisée, ainsi que 4 sages : Zebu, Tornel, Asina, et Kensu qui combattent l'Empire. Ces 4 sages ont créé 4 épées des éléments qui ont le pouvoir de détruire Draygon. Le héros a pour mission de retrouver ces épées dispersées et d'affronter l'Empire.

## Système de jeu
Le système de jeu a été comparé à un mélange de celui de The Legend of Zelda et de Zelda II, avec des éléments originaux. Le héros est armé d'une épée, d'une armure, d'un bouclier et de pouvoirs magiques. Son niveau de force augmente en combattant les ennemis. Il y a 4 épées des éléments (Vent, Feu, Eau, Éclair) qui ont des pouvoirs spécifiques. La combinaison de ces épées permet de former l'épée légendaire Crystalis. Il y a un total de 8 sorts magiques.
Les combats sont directs, le héros doit affronter de manière récurrente 4 lieutenants de Draygon, ainsi que l'Empereur Draygon lui-même et l'ordinateur central de la Tour, DYNA.

## Informations Supplémentaires
La direction de réalisation du jeu est l'œuvre de K. Kohno. Bien que peu médiatisé au moment de sa sortie, le jeu est considéré comme un classique du genre, avec une base importante de fans.
Hayao Miyazaki et son œuvre Nausicaä de la vallée du vent ont été une source d'inspiration, en particulier, l'insecte géant figurant dans le niveau 2 du jeu, est une représentation quasi identique d'un Ômu.
Une version modifiée du jeu est ressortie sur Game Boy Color en 2000. Dans cette version, le héros porte le nom de Simea, et la Tour est une arme créé par l'Empire Draygonia. La version Game Boy Color est considérée comme étant de moindre qualité par rapport à l'originale.